# I Love You Because
I Love You Because è un brano musicale del 1949 scritto e originariamente interpretato da Leon Payne.

## Altre versioni
- Nel 1956 il brano è stato pubblicato (registrato nel 1954) da Elvis Presley, che lo ha inciso nel singolo Tryin' To Get To You/I Love You Because, incluso poi nel suo album Elvis Presley, con la produzione di Sam Phillips.
- Nel 1963 la canzone è stata pubblicata da Al Martino.
- Nel 1964 l'artista country Jim Reeves ha pubblicato il brano come cover. La sua versione ha avuto un ottimo successo in Regno Unito.